# Code Lyoko
Code Lyoko foi uma série animada francesa de ficção científica criada por Thomas Romain e Tania Palumbo no ano de 2003, produzida pela Antefilms na primeira temporada e pela MoonScoop no especial, na segunda, na terceira e na quarta temporada, todos eles associados aos canais France 3 e Canal J. É feita em desenho animado, ainda que grande parte dos capítulos ocorrem em um mundo virtual chamado Lyoko, totalmente em 3D.

## Transmissão

### França
Code Lyoko foi exibido pelo France 3 e Canal J na França.

### Brasil
No Brasil, a série foi exibida através do extinto Jetix, que chegou a transmitir até a terceira temporada, repetindo-a novamente do início em seguida.

### Portugal
Em Portugal, a primeira temporada do desenho animado estreou no Canal Panda em 2007, a segunda em 2008, a terceira e a quarta em 2009, ambas em inglês com legendas em português.
Em 2009, foi exibido pelo Biggs (naquela altura ainda era Panda Biggs), em inglês com legendas em português, desta vez, com as restantes temporadas.
No início da década de 2010, o Canal Panda repetiu todas as temporadas com dobragem portuguesa.
Em 2012, foram lançados 2 volumes de DVDs, com os 6 primeiros episódios da primeira temporada.

### Moçambique
Em Moçambique, a série foi transmitida pela TVM.

### Estados Unidos
Nos Estados Unidos, a série foi exibida pelo Cartoon Network e pela Kabillion.

## Impacto em Portugal
Em Portugal, Code Lyoko estreou no Canal Panda em 2007, em inglês com legendas, e tornou-se um sucesso televisivo. Quando a série animada estreou, o Canal Panda era o canal infantil mais visto da televisão portuguesa. Já havia também naquela altura o Cartoon Network (rede inglesa da união europeia), mas ainda operava em inglês e o sinal bloqueava às 20h para dar lugar ao TCM e o Disney Channel era um canal pago na televisão por cabo, daí nem todas as crianças o poderem ter naquela altura. Assim como o Panda Biggs, que surgiu em 2009, mas que operava apenas quem tinha a ZON (atual NOS), onde acabou por ser emitido um ano depois.
O sucesso que a série animada obteve foi tão grande entre crianças e pré-adolescentes que alguns anos mais tarde o Canal Panda voltou a passar a série animada com uma dobragem portuguesa, e anos depois de ter sido retirado da televisão começaram a surgir vídeos de episódios amadores na Internet e algumas pessoas de Portugal ainda chegaram a contactar a Dreamia para pedirem uma reposição da série animada. Além do seu sucesso na França, Code Lyoko foi um hit internacional, conquistando audiências em países como a Espanha e os Estados Unidos, mas foi em Portugal que se notou o seu impacto. Com o forte interesse em séries animadas influenciadas em animes e o Canal Panda como um dos poucos acessos não-exclusivos à programação infanto-juvenil foram fatores que contribuiram para o sucesso da série, que foi tal, que nos dias de hoje há jovens adultos que ainda reveem os episódios oficiais no YouTube. 

## Lançamento na internet
Com a falência do grupo Moonscoop em 2014, a nova detentora dos direitos da série, Dargaud Media, começou a distribuir a série gratuitamente em diversas línguas em vários canais oficiais no YouTube e até na Netflix. Infelizmente, o Português de Portugal não estava incluído em ambos, o que não impediu fãs de criarem os seus próprios canais utilizando gravações antigas das transmissões do Canal Panda ou Fandubs. De momento, infelizmente, não há gravações públicas dos episódios do 89 ao 95, o que deixa a dobragem portuguesa com os últimos 6 episódios perdidos até ao momento.
Em 2019, foi colocada a primeira temporada com a dobragem original na HBO Portugal, mais tarde sucedida pela HBO Max. Foi removida do ar algures no primeiro semestre de 2023. 

## História
A série trata-se de quatro adolescentes da Academia Kadic, chamados Jeremy, Yumi, Odd e Ulrich, que descobrem Aelita, uma humana virtual, e viajam para Lyoko por meio de Scanners Vitualizadores numa fábrica abandonada, para defender a Terra.
Uma identidade digital maligna, chamada X.A.N.A, criada por Franz Hopper, um antigo professor de ciências (pai de Aelita), pretende dominar o mundo. Ela ataca o mundo real ativando torres em Lyoko, geralmente uma de cada vez (apesar de já ter sido provada a capacidade de ativar até cinco torres ao mesmo tempo no episódio "Franz Hopper"), que atuam como prolongamentos de X.A.N.A no mundo real, ou seja, quanto mais torres ativadas, mais "estragos" são provocados na terra (ou então X.A.N.A fica mais forte).
O grupo precisa se virtualizar através de um dos três scanners da fábrica abandonada, mas apenas Yumi, Ulrich, Aelita e Odd já foram vistos virtualizados. Quando se virtualizam, ganham um avatar virtual. Jeremy, o cérebro do grupo, já foi a Lyoko duas vezes: na primeira, ficou preso entre o mundo real e o virtual, mas manteve a aparência 2D. Na segunda vez não foi mostrada sua aparência em 3D, mas ao voltarem, Odd e Ulrich afirmaram que ele ficava "ridículo".
A missão dos três guerreiros é ajudar Aelita a encontrar e entrar na torre ativada, entre as 85 torres distribuídas pelos cinco setores de Lyoko: de Gelo, do Deserto, da Floresta, das Montanhas e o Setor 5 (Quinta Região em PT-BR), enquanto Jeremy se encarrega de detetar os monstros da X.A.N.A. e guiá-los até às torres. Enquanto todos estão em Lyoko, Jeremy fica na fábrica, onde controla uma interface, ligada diretamente ao super-computador. Aelita deve desativar a torre, entrando nela e digitando na interface o código "Lyoko". Só assim podem deter o ataque da X.A.N.A contra o mundo real. Mas como os alunos e professores se lembram das coisas estranhas que ocorrem durante o ataque da X.A.N.A, há um programa no super-computador que regressa no tempo antes do ataque acontecer. Este "recurso" é também usado pela X.A.N.A para aumentar seu poder, pois cada vez que Jeremy ativa o recurso de voltar no tempo, a X.A.N.A fica mais forte.
Depois de o tempo voltar atrás, apenas Jeremy, Odd, Yumi, Aelita e Ulrich se lembram do que aconteceu, pois todos os que foram scaneados pelo menos uma vez pelo super-computador estão imunes ao Regresso ao Passado. No entanto, o Regresso ao passado não pode desfazer a morte nem devolver a vida às pessoas, e por isso os guerreiros de Lyoko têm que desativar a torre antes que seja tardedemais. Devem também manter Lyoko em segredo, para que ninguém descubra, pois assim poderiam desligar o super-computador e Aelita morreria.
Ao final, os guerreiros de Lyoko convocam William para juntar-se ao grupo para ajudar em suas missões, porém, tomado pelo poder, não se preocupa com os perigos, e é capturado pelo Schyphozoa ("Medusa" em Code Lyoko: Evolution), assim, tornando-se prisioneiro da X.A.N.A.

## Garage Kids
Garage Kids foi um projeto criado em 2001, cuja base foi "usada" em Code Lyoko. A concepção original é semelhante a Code Lyoko, tratando-se dos mesmos personagens, com exceção de Aelita, que não existia. Todos os 4 amigos, assim como em Code Lyoko, estavam lutar contra uma identidade digital (X.A.N.A em Code lyoko), Lyoko era chamado de Xanadu (pronúncia: Zenado). Uma das principais diferenças é que em Garage Kids, os poderes eram mantidos mesmo quando na terra, a Yumi por exemplo, tinha poderes de telecinetica, e o Ulrich podia correr rápido com o seu SuperSprint (os dois poderes presentes em Code Lyoko, mas quando em Lyoko).

## Personagens

### Personagens principais
Os personagens principais deste desenho são formados pelos cinco guerreiros de Lyoko: Aelita Schaeffer, Jeremy Belpois, Odd Della Robia, Ulrich Stern e Yumi Ishiyama.
Além dos cinco guerreiros, outros personagens principais dessa série incluem o sexto guerreiro de Lyoko William Dunbar, o cachorro de estimação do Odd Kiwi, o pai da Aelita Franz Hopper (cujo nome verdadeiro é Waldo Schaeffer) e o antagonista da série X.A.N.A.

### Personagens secundários
Esta é a lista de personagens secundários de Code Lyoko. Alguns desses personagens foram importantes para os guerreiros de Lyoko, como o professor de educação física Jim Moráles, que ajudou o Jeremy a materializar a Aelita no episódio Code: Earth (Código: Terra) e a Sissi, que já foi temporariamente um membro do grupo de Lyoko no episódio X.A.N.A Awakens (O Despertar de X.A.N.A.), mas traiu o grupo contando o segredo para o seu pai.

### Professores e funcionários
Os professores e funcionários do Colégio Kadic são um dos personagens da série Code Lyoko, que não tem muita participação na série, com exceção de Jim Moráles, que várias vezes descobriu o segredo dos guerreiros de Lyoko e, algumas vezes, ajudou o grupo.

### Monstros de X.A.N.A
Os monstros de X.A.N.A. são os aliados de X.A.N.A., que ajudam a sua mestre a impedir toda a ação dos guerreiros de Lyoko.
Todos os monstros entram em modo de auto-destruição logo que o olho de X.A.N.A. é atingido, com exceção do Scyphozoa'.

## Lyoko
O mundo virtual de Lyoko é formado por cinco setores: o do Gelo, do Deserto, do Bosque, das Montanhas e o Setor 5. Cada um dos quatro setores externos possui 21 torres, mais uma no Setor 5, totalizando 85 torres.
Além desses cinco setores, ainda existe o Mar Digital, que é uma conexão entre as redes mundiais (Internet), mas os guerreiros de Lyoko só podem viajar por uma nave marinha chamada Skidbladnir; se cairem no Mar Digital, são virtualizados para sempre e o seu código digital é espalhado pela rede, ou seja, nunca mais podem regressar (salvo raras exceções).

## Episódios
| Série      | Temporada   | Episódios | Estreia Original       | Fim Original            | Estreia em Portugal    | Fim em Portugal       |
| ---------- | ----------- | --------- | ---------------------- | ----------------------- | ---------------------- | --------------------- |
| Code Lyoko | 1           | 26        | 3 de setembro de 2003  | 25 de fevereiro de 2004 | 16 de Setembro de 2007 | 25 de Outubro de 2007 |
| Code Lyoko | 2           | 26        | 31 de Agosto de 2005   | 8 de Fevereiro de 2006  | 24 de Janeiro de 2008  | 4 de Março de 2008    |
| Code Lyoko | 3           | 13        | 9 de Setembro de 2006  | 8 de Novembro de 2006   | 1 de Junho de 2008     | 17 de Junho de 2008   |
| Code Lyoko | 4           | 30        | 13 de Agosto de 2007   | 10 de Novembro de 2007  | 1 de Agosto de 2009    | 9 de Setembro de 2009 |
| Code Lyoko | 5/Evolution | 26        | 19 de Dezembro de 2012 | ??                      | 9 de Março de 2013     | 5 de Dezembro de 2015 |

Lista de episódios com o título em português:

### Especial
- A X.A.N.A. acorda - 1ª Parte
- A X.A.N.A. acorda - 2ª Parte

### Temporada 1
- 1 - Urso de Peluche Gozilla
- 2 - É Preciso Ver para Crer
- 3 - Férias no Nevoeiro
- 4 - Diário de Bordo
- 5 - Grande Falha
- 6 - Dilema Cruel
- 7 - Problema de Imagem
- 8 - Fim de Cena
- 9 - Satélite
- 10 - A Rapariga dos sonhos
- 11 - A Praga
- 12 - O Ataque das Vespas
- 13 - Mesmo a Tempo
- 14 - A Armadilha
- 15 - Ataque de Riso
- 16 - Claustrofobia
- 17 - Amnésia
- 18 - Música assassína
- 19 - Fronteira
- 20 - Os Robôs
- 21 - Gravidade Zero
- 22 - Rotina
- 23 - Bater no fundo
- 24 - Canal Fantasma
- 25 - Código: Terra
- 26 - Começo em falso

### Temporada 2
- 27 - Nova Ordem
- 28 - Território Inexplorado
- 29 - Exploração
- 30 - Um Grande Dia
- 31 - Senhor Puck
- 32 - Dia de São Valentim
- 33 - Mistura Final
- 34 - Ligação Perdida
- 35 - Hora da Verdade!
- 36 - Marabunta
- 37 - Interesse em Comum
- 38 - Tentação
- 39 - Uma Péssima Viragem
- 40 - Ataque de Zombies
- 41 - Ultimato
- 42 - Uma bela confusão
- 43 - O Beijo de X.A.N.A.
- 44 - Vertigem
- 45 - Guerra Fria
- 46 - Déjà Vu
- 47 - Topo de Forma
- 48 - Está Aí Alguém?
- 49 - Franz Hopper
- 50 - Contacto
- 51 - A revelação
- 52 - A chave

### Temporada 3
- 53 - Em Cheio no Coração
- 54 - Lyoko Menos Um
- 55 - Marmoto
- 56 - Falsa Chefia
- 57 - Aelita
- 58 - O Pretendente
- 59 - O Segredo
- 60 - Insanidade Temporária
- 61 - Sabotagem
- 62 - Ninguém em Particular
- 63 - Problemas a triplicar
- 64 - Duplo Sarilho
- 65 - Última ronda

### Temporada 4
- 66 - O William regressa
- 67 - Duplo golpe
- 68 - Ato de Abertura
- 69 - Estragar quarto
- 70 - Skidbladnir
- 71 - Viagem Inaugural
- 72 - Formação de Choque
- 73 - Réplica
- 74 - Prefiro não falar disso
- 75 - Chuveiro Quente
- 76 - O Lago
- 77 - Perdida no Mar
- 78 - Ratos de Laboratório
- 79 - Direito de se Gabar
- 80 - Dia de Cão
- 81 - Falta de Boa Vontade
- 82 - Memória Distante
- 83 - Pouca Sorte
- 84 - Míssil Guiado
- 85 - Granada de Kadic
- 86 - Enigma Canino
- 87 - Uma Odisseia Espacial
- 88 - Primos Removidos
- 89 - Música que Acalma a Besta Selvagem
- 90 - Medusa
- 91 - Má Ligação
- 92 - Suores Frios
- 93 - De volta à Terra!
- 94 - Lutar até ao final
- 95 - Ecos do Passado

## Aceitação e prémios
Code Lyoko foi votado como o melhor programa pelos telespectadores na França, mas também alcançou fama internacional. O programa foi votado como um dos melhores do Cartoon Network e do Kabillion nos Estados Unidos, sendo no Cartoon Newtork votado como o 3º melhor desempenho em 2006 e 4º lugar nas visualizações mensais de 2010 no Kabillion. O programa alcançou sucesso na Espanha como um dos programas mais vistos do Clan TVE; na Itália no canal Rai 2. Ele também obteve sucesso na Finlândia e Reino Unido, além de ganhar o prêmio France's Prix de l'Export 2006 por animação em dezembro de 2006.

## Controvérsias e preocupações

### Impacto dramático
A partir da década de 2020, Code Lyoko começou a receber criticas de alguns países, devido aos abusos infantis que a X.A.N.A causava em grande parte dos episódios. Existem inúmeros episódios em que crianças da pré-adolescência são eletrocutadas, queimadas e até quase mortas pelo vilão do programa. Várias cenas da Aelita a fugir de homens de negro também foram apontadas como "tentativa de abuso", além de uma cena em que se tenta suícidar num dos episódios para salvar o mundo.

### Rumores sobre material destruído
Uma página wiki de Code Lyoko liberou informações que sugeriam que a MoonScoop no processo de montagem dos episódios removeu algumas cenas:
No episódio "Ataque de Zombies" (episódio 40, lançado durante a 2ª temporada) é considerado o primeiro e o único episódio da série a ter vários cortes por parte da própria MoonScoop. O episódio foi mundialmente transmitido, mas várias cenas desse episódio foram destruídas pela própria MoonScoop e nunca saíram do estúdio.
Em "Ronda final" (episódio 65, lançado durante a 3ª temporada), houve uma cena em que William esfaqueia Yumi com seu "Zweihänder" e a cena censurada mostrou como a espada atravessou o peito de Yumi. Esta cena foi excluída porque foi considerada muito violenta e inadequada para um público jovem.

### Controvérsias orientais
Após o último episódio da segunda temporada (onde a Aelita se tenta suicidar depois de desligar o supercomputador e perto do final do episódio fica temporariamente morta), a série foi impedida de continuar a passar no Japão de modo a proteger o público infantil. Atualmente ainda não existe uma dobragem das duas últimas temporadas produzidas por lá.

## Dublagem / Dobragem
| Personagens               | Original              | Dublagem                                                                 | Dublagem         | Dobragem       |
| Personagens               | Original              | 1ª, 2ª, 3ª Temporadas + Episódios (66, 67, 69, 70, 76, e 77) Temporada 4 | 4ª Temporada     | Dobragem       |
| ------------------------- | --------------------- | ------------------------------------------------------------------------ | ---------------- | -------------- |
| Jeremy Belpois            | Raphaëlle Bruneau     | Thiago Longo                                                             | Charles Emmanuel | Maria Camões   |
| Aelita Schaeffer (Stones) | Sophie Landresse      | Adriana Pissardini                                                       | Luiza Cézar      | Carla Garcia   |
| Odd Della Robbia          | Raphaëlle Bruneau     | Ulisses Bezerra                                                          | Rodrigo Antas    | Mário Bomba    |
| Yumi Ishiyama             | Géraldine Frippiat    | Fátima Noya                                                              | Adriana Torres   | Paula Pais     |
| Ulrich Stern              | Marie-Line Landerwijn | Yuri Chesman                                                             | Wirley Contaifer | Tiago Retré    |
| Elizabeth Delmas (Sissi)  | Carole Baillien       | Rosely Gonçalves                                                         | Jullie           | Carla Garcia   |
| Nicholas                  | Carole Baillien       | Raphael Ferreira                                                         |                  | Jorge Paupério |
| Herb                      | Carole Baillien       | Pedro Alcântara                                                          |                  | Paula Pais     |
| Hiroki Ishiyama           | Guylaine Gibert       |                                                                          |                  | Tiago Retré    |
| William Dunbar            | Mathieu Moreau        | Thiago Keplmair                                                          | Renan Vidal      | Quimbé         |
| Jim Moralés               | Frédéric Meaux        | Tatá Guarnieri                                                           | Marco Ribeiro    | Quimbé         |
| Franz Hopper              | Arnaud Léonard        | Hélio Vaccari                                                            | Pietro Mário     | Quimbé         |
| Anthea Schaeffer          |                       |                                                                          |                  | Maria Camões   |
| Mr. Delmas                | Bruno Mullenaerts     | Fábio Villalonga                                                         | André Belissar   | Jorge Paupério |
| Rosa                      |                       |                                                                          |                  | Paula Pais     |
| Catherine Rebelo          | Raphaëlle Bruneau     | Rita Almeida                                                             | Letícia Quinto   | Isabel Queirós |

Estúdio Português de Dobragem: 112 Studios
- Locutor: Gilberto Rocha Júnior/Marco Ribeiro
- Estúdio: Marshmallow, São Paulo, SP/Audio News, Rio de Janeiro, RJ

## Histórico (Code Lyoko Evolution)
O site oficial da série publicou em 2012 o lançamento de "Code Lyoko Evolution". Previsto para 2013, "Code Lyoko Evolution" foi uma série em Live-Action, dividido no mundo real com atores reais e o mundo virtual em 3D.
Para o elenco foram feitos audições em França com adolescentes para os papéis principais, o elenco ficou assim dividido:

### Elenco
| Atores/Atrizes      | Personagens               |
| ------------------- | ------------------------- |
| Léonie Berthonnaud  | Aelita Schaeffer (Stones) |
| Marin Lafitte       | Jeremy Belpois            |
| Gulliver Bevernaege | Odd Della Robbia          |
| Quentin Merabet     | Ulrich Stern              |
| Mélanie Tran        | Yumi Ishiyama             |
| Diego Mestanza      | William Dunbar            |
| Pauline Serieys     | Laura Gauthier            |

### Outros
| Atores/Atrizes   | Personagens              |
| ---------------- | ------------------------ |
| Eric Soubelet    | Mr. Delmas               |
| Clémency Haynes  | Elisabeth "Sissi" Delmas |
| Hugues Massignat | Franz Hopper             |
| Sophie Fougère   | Suzanne Hertz            |
| Bastien Thelliez | Jim Morales              |